# 大福佬文化圈
大福佬文化圈，是一種將全世界使用泉漳語或潮州語的族群視為一個文化群體，並且將之視為研究對象的範疇。該範疇，是由臺灣歷史學者翁佳音所提出的，其亦是閩南文化概念之延伸與拓展。它在地理上涵蓋了閩南、粤東（包含潮汕）、臺灣、東南亞等；在族群上則包含閩南人（泉漳人、潮州人）、閩南裔臺灣人以及東南亞華人等。

## 內容
自16世紀開始，閩南漢族大量向海外移民，但遷徙各地的閩南族裔在歷史、語言與文化等方面仍保持緊密的交流與聯繫。這項概念的提出，受到20世紀的荷蘭學者彼得·蓋的核心史觀「大荷蘭文化圈」的影響，但不同的是，大福佬並沒有如大荷蘭般的民族統一主義等相關論述，僅作為文化圈的論述。

## 參閱
- 大荷蘭
- 大中華
- 泛日耳曼主義